# Cap (finance)
Pour les articles homonymes, voir Cap.
 (mars 2023).
Si vous disposez d'ouvrages ou d'articles de référence ou si vous connaissez des sites web de qualité traitant du thème abordé ici, merci de compléter l'article en donnant les références utiles à sa vérifiabilité et en les liant à la section « Notes et références ».
Un cap est un produit financier appartenant à la famille des options sur taux d'intérêt. 
L'achat d'un cap vise à s'assurer un niveau maximal (prix d'exercice ou strike) sur un indice de taux révisable tout en profitant d'une éventuelle stabilité ou baisse de ce taux révisable.
L'acheteur de cap paie une prime au vendeur de cap.
L'achat d'un cap et la vente d'un floor de prix d'exercice différents constituent un collar, tandis que l'achat d'un cap et la vente d'un floor de même prix d'exercice permettent de créer de façon synthétique un swap.